# Eagger
Eagger, født Dwayne McFarlane (født 1977), er en dansk rapper og reggaemusiker. Navnet Eagger stammer fra hans onkel og er ordet reggae stavet bagfra.
Eagger er født i Værløse og flyttede til København i 1997, hvor han siden har frekventeret det københavnske musikmiljø.
Han har bl.a. været med til at starte Rub A Dub Sundays på Stengade 30, og sammen med Pharfar og Blæs Bukki er han en del af Bikstok Røgsystem.
Sammen med Stunn Gunn indgik han et samarbejde under navne EaggerStunn. I 2008, udgav de sammen deres første single, "Morder dem", og i 2012 deres debutalbum, Armagedion, som de har fået en guldplade for.
Privat holder Eagger af at fiske og læse konspirationsteorier.
| Citat | Jeg elsker at sidde og læse om det på nettet. Om det så er 9/11 eller UFOer. Jeg er fuldstændig åben overfor alle mulige skøre idéer. Jeg elsker galskab og det er også der nummeret "UFO" kommer fra. | Citat |
|       | |       |